# Діакритичний знак

Літера А з кількома діакритичними знаками

Діакрити́чний знак, діакри́тик (від грец. διακριτικος — «розрізняльний») —  це гліф, доданий до літери або до основного гліфа. Слово діакритик є іменником, хоча іноді воно вживається в атрибутивному значенні, тоді як діакритичний є лише прикметником. Деякі діакритичні знаки, як-от акут á, гравізс à та циркумфлекс â (усі показані над літерою a), часто називають наголосами. Діакритичні знаки можуть з’являтися над або під літерою або в іншому місці, наприклад усередині літери або між двома літерами.
В латинській абетці діакритичні знаки можуть розрізняти омоніми, наприклад французькі là («там») і la (артикль), які обидва вимовляються як /la/. У гельській мові крапка над приголосним вказує на замовлення відповідного приголосного. В інших системах письма діакритичні знаки можуть виконувати інші функції. Системи вказівки голосних, а саме арабська система харакат ( ـِ, ـُ, ـَ тощо) та івритська система ніккуд ( ַ◌, ֶ◌, ִ◌, ֹ◌, ֻ◌ тощо), позначають голосні, які не передаються за допомогою основної абетки. Індійська вірама ( ् тощо) та арабська сукун ( ـْـ ) позначають відсутність голосних. Кантиляційні знаки позначають просодію. Інші випадки використання включають ранню кириличну риску заголовка ( ◌҃ ) та єврейське гершаїм ( ״ ), які, відповідно, позначають скорочення або акроніми, а також грецькі діакритичні знаки, які показують, що літери абетки використовувалися як цифри. У в’єтнамській мові та офіційній системі латинізації мандаринської мови ханью піньїнь у Китаї діакритичні знаки використовуються для позначення тонів складів, у яких зустрічаються виділені голосні.
В орфографії літеру, змінену діакритичним знаком, можна розглядати як нову, окрему букву або як комбінацію літери–діакритика. Це залежить від мови та може відрізнятися від випадку до випадку в межах мови.
У деяких випадках літери використовуються з тією ж функцією, що й допоміжні гліфи, оскільки вони змінюють звук літери, що стоїть перед ними, як у випадку h в англійській вимові sh і th. Такі буквосполучення іноді навіть зіставляються як одна окрема літера. Наприклад, написання sch традиційно часто розглядалося як окрема літера в німецькій мові. Наприклад, у віденських публічних бібліотеках слова з таким написанням перераховувалися після всіх інших слів, написаних через s (до оцифрування).

## Історія
Найдавнішими діакритичними знаками були, ймовірно, позначення довготи, короткості та наголосу у грецькому письмі.
Діакритики найбільш широко використовуються в мовах, що мають латинську абетку. Це пов'язано з тим, що в класичній латинській мові не було шиплячих звуків, носових голосних, палаталізованих (пом'якшених) голосних, які були або розвинулися в інших мовах, особливо неспоріднених.

## Класифікація
Діакритичні знаки можна класифікувати різними способами.
1. За місцем відображення: надрядкові, підрядкові, внутрішньорядкові
2. За способом відображення: такі, що вільно приставляються до основного знака і такі, що вимагають змінення його форми
3. За фонетико-орфографічним значенням:
  - знаки, що мають фонетичне значення (що впливають на вимову):
    - знаки, що надають літері нове звукове значення, відмінне від звичайного алфавітного (наприклад, чеські č, ř, ž);
    - знаки, що уточнюють варіанти вимови якого-небудь звука (наприклад, французькі é, è, ê);
    - знаки, що вказують на те, що літера зберігає своє стандартне значення в такому оточенні, коли її звучання повинне мінятися (наприклад, французьке ï);
    - просодичні знаки (що уточнюють кількісні параметри звуку: тривалість, силу, висоту тощо):
      - знаки довготи й короткості голосних (наприклад, давньогрецькі ᾱ, ᾰ);
      - знаки музичних тонів (наприклад, китайські ā, á, ǎ, à);
      - знаки наголосу (наприклад, грецькі «гострий», «важкий» і «вбраний» наголоси: ά, ὰ);

  - знаки, що мають тільки орфографічне значення, але не впливають на вимову:
    - знаки, що дозволяють уникати омографів;
    - знаки, що нічого не позначають і використовуються за традицією (наприклад, придих в церковнослов'янській, який завжди пишеться над першою буквою слова, якщо та — голосна);

  - знаки ієрогліфічного значення (вважаються діакритичними тільки з позицій типографіки):
    - знаки, що вказують на скорочене або умовне написання (наприклад, титло в церковнослов'янській);
    - знаки, що вказують на застосування букв у інших цілях (та ж титла в кириличному записі чисел).
4. За формальним статусом:
  - знаки, за допомогою яких утворюються нові літери алфавіту (в західній термінології їх іноді називають модифікаторами, а не власне діакритичними знаками);
  - знаки, поєднання букв з якими не вважається окремою літерою (такі діакритичні знаки зазвичай не впливають на порядок алфавітного сортування).
5. За обов'язковістю застосування:
  - знаки, відсутність яких робить текст орфографічно неправильним, а іноді і нечитабельним;
  - знаки, що використовуються лише в особливих випадках: в книгах для початкового навчання читанню, у священних текстах, в рідкісних словах з неоднозначним читанням тощо.

## Таблиця
| Назва           | Опис, код | Приклад         | Використання                                                                                 |
| Роздільні знаки | Роздільні знаки                                                                                                   | Роздільні знаки | Роздільні знаки                                                                              |
| --------------- | --- | --------------- | -------------------------------------------------------------------------------------------- |
| Акут            | ⟨ ́⟩, /-подібна риска над буквою U+0301                                                                            | á               | Наголос (українська).                                                                        |
| Акут            | ⟨ ́⟩, /-подібна риска над буквою U+0301                                                                            | á               | «Гострий наголос» (грецька, романські, слов'янські мови).                                    |
| Акут            | ⟨ ́⟩, /-подібна риска над буквою U+0301                                                                            | ń, ѓ            | Палаталізація (пом'якшення) приголосного (польська, хорватська, македонська, лужицькі мови). |
| Акут            | ⟨ ́⟩, /-подібна риска над буквою U+0301                                                                            | á               | Довгий звук (чеська, словацька, угорська мови).                                              |
| Акут            | ⟨ ́⟩, /-подібна риска над буквою U+0301                                                                            | ó               | Зміна звуку (у польській позначає у).                                                        |
| Акут            | ⟨ ́⟩, /-подібна риска над буквою U+0301                                                                            | á               | 2-й тон в піньїні (китайська мова).                                                          |
| Гравіс          | ⟨`⟩ \-подібна риска над буквою U+0300                                                                             | à               | Гравіс («важкий наголос»; грецька, романські, південнослов'янські мови)                      |
| Гравіс          | ⟨`⟩ \-подібна риска над буквою U+0300                                                                             | à               | 4-й тон в піньїні (китайська мова).                                                          |
| Умляут          | ⟨¨⟩ дві крапки над буквою U+0308                                                                                  | ë, ï, ü         | Трема (роздільне прочитання буквосполучення; грецька, романські та інші мови).               |
| Умляут          | ⟨¨⟩ дві крапки над буквою U+0308                                                                                  | ä, ö та ü       | Умляут (асиміляція голосних; германські, фінські, словацька, тюркські мови).                 |
| Умляут          | ⟨¨⟩ дві крапки над буквою U+0308                                                                                  | ё               | Йотування е (російська, білоруська мова).                                                    |
| Умляут          | ⟨¨⟩ дві крапки над буквою U+0308                                                                                  | ї               | Йотування і (українська мова).                                                               |
| Умляут          | ⟨¨⟩ дві крапки над буквою U+0308                                                                                  | ї, ѵ̈            | Кендема (над і чи іжицею для читання їх як [і]; церковнослов'янська мова).                   |
| Умляут          | ⟨¨⟩ дві крапки над буквою U+0308                                                                                  | ӥ               | Зміна голосного в позиції між мякими приголосними (фонетична транскрипція російської мови).  |
| Циркумфлекс     | ⟨^⟩⟨ ̑ ⟩ шапка над буквою (^ клин: U+0302, ̑ кругла: U+0311, ст.-сл. знак м'якості: U+0484, над парою букв: U+0361) | â, ê, û…        | Камора, циркумфлекс («полегшений наголос»; грецька, романські, південнослов'янські мови).    |
| Циркумфлекс     | ⟨^⟩⟨ ̑ ⟩ шапка над буквою (^ клин: U+0302, ̑ кругла: U+0311, ст.-сл. знак м'якості: U+0484, над парою букв: U+0361) | â               | Довгий гортанний [ɑ] (латинська транслітерація перської).                                    |
| Циркумфлекс     | ⟨^⟩⟨ ̑ ⟩ шапка над буквою (^ клин: U+0302, ̑ кругла: U+0311, ст.-сл. знак м'якості: U+0484, над парою букв: U+0361) | ĉ, ĝ, ĥ, ĵ, ŝ   | Циркумфлекс (шипляча вимова звуків: [ч], [дж'], [х], [ж], [ш]; есперанто)                    |
| Циркумфлекс     | ⟨^⟩⟨ ̑ ⟩ шапка над буквою (^ клин: U+0302, ̑ кругла: U+0311, ст.-сл. знак м'якості: U+0484, над парою букв: U+0361) | î               | Зміна вимови (â,î → [и]; румунська мова).                                                    |
| Циркумфлекс     | ⟨^⟩⟨ ̑ ⟩ шапка над буквою (^ клин: U+0302, ̑ кругла: U+0311, ст.-сл. знак м'якості: U+0484, над парою букв: U+0361) | ê, ŝ            | Зміна вимови у латинській транслітерації кирилиці (ê → російське «э»; ŝ → «щ»).              |
| Циркумфлекс     | ⟨^⟩⟨ ̑ ⟩ шапка над буквою (^ клин: U+0302, ̑ кругла: U+0311, ст.-сл. знак м'якості: U+0484, над парою букв: U+0361) | ж͡дж             | Один складений приголосний звук (африкат).                                                   |

## Перелік
- Наголос
  - акут (´)
  - подвійний акут (˝)
  - гравіс (`)
  - подвійний гравіс (̏)
- бревіс (˘)
- inverted breve (̑)
- гачек (ˇ)
- седиль (¸)
- циркумфлекс (ˆ)
- умлаут (¨)
- крапка (·)
- hook, hook above (̡ ̢ ̉)
- horn (̛)
- iota subscript (ͅ)
- макрон (¯)
- огонек (˛)
- perispomene (͂)
- кільце (˚, ˳)
- rough breathing (῾)
- легкий придих (᾿)
- апостроф (’)
- bar (◌̸)
- двокрапка (:)
- кома (,)
- дефіс (˗)
- тильда (~)
- камора (҄)
- pokrytie (҇)
- титло (҃)
- anusvara (ं ং ം)
- chandrabindu (ँ ఁ)
- nukta (़)
- virama (् ് ్ ් ್)
- chandrakkala (്)
- дакутен (ﾞ)
- хандакутен (ﾟ)